# シューダン!
『シューダン!』は、横田卓馬による日本の漫画。『週刊少年ジャンプ』（集英社）において、2017年28号から2018年6号まで連載された。静岡を舞台にしたサッカーを扱った作品である。

## あらすじ
サッカー少年団でなんとなくサッカーをやっていた桜田創始（ソウシ）。そんなソウシが小学六年生になったある日、所属する少年団に女の子の七瀬晶（ナナセ）が入団してくる。ナナセとの交流によりソウシは少しずつ成長していく。

## 登場人物

### 浜西FC
桜田 創始（さくらだ そうし）
本作の主人公。通称ソウシ。背番号7。ナナセからは「ソウちゃん」と呼ばれる。塾かサッカーかの二択で消去法により、小学四年生から浜西FCに入団しサッカーを始めた。いわゆるノンガチ勢だったが、ナナセとの出会いにより変わっていく。ナナセ、ヤスとは同じ小学校。ナナセには当初良い第一印象を抱いていなかったが、彼女の入団初日のミニゲームや自室での会話を通して打ち解ける。以降はナナセから特に深い信頼を寄せられ、ソウシ自身もナナセを気遣うような行動を見せるようになる。普段は思春期真っ盛りでぶっきらぼうな面もあるが、冷静かつ器の大きい性格をしており、周りの事にもよく気がつく優しい男の子である。
高校生編では北浜高校2年生。部員数60名のサッカー部で主将を務めている。
七瀬 晶（ななせ あきら）
本作のヒロイン。通称ナナセ。小学六年生の四月からソウシの隣の家に引っ越してきて浜西FCに入団した。背番号9。引越し前もサッカークラブに所属しており、浜西FCではロクの次にうまい。ソウシの事は、入団後間もない頃からとても信頼しており、「ソウちゃん」と呼んで慕っている。番外編と最終回では、ソウシに対し恋心を抱いているような素振りも見せた(本人曰く好きな男の子のタイプは「いつも冷静で頼りがいがあって、優しくて器が大きい人」であり、暗にソウシの事を指している。)
高校生編では藤枝市にある女子サッカー強豪高校の2年生。強豪校でサッカーをする事に悩みを抱えていた。
両角 禄郎（もろずみ ろくろう）
通称ロク。浜西FCのメンバー。背番号11。チームの中で一番うまい。ソウシとは仲が良く、彼のゲームメイク能力を信頼している。開業医の息子で、これまでサッカーに対し本気を出す事を躊躇っていたが、ロクもまたナナセとの出会いによって変わっていく。
高校生編ではプロのユースチームに所属しており、U-17日本代表に選出されている。
大和 哮（やまと たける）
通称ヤマト。浜西FCの六年生キャプテン。背番号10。ロクとは幼馴染。体型は少し肥満気味。弁護士の息子だが学校の成績はあまり良くない。真面目で熱い性格で、キック力は大人顔負け。その熱苦しさとクールな性格から、チームメイトから若干鬱陶しがられてはいるが、同時に信頼もされている。
高校生編では高校2年生。小学校時に比べてとてもスリムな体型になっており、シュンと同じ高校でサッカー部に所属。ランニング中のソウシと再会し、ナナセの事で悩む彼の相談に乗る。ソウシの気持ちに気付いた上で的確なアドバイスを送る等、精神的にとても成長している。ソウシ曰くヤマトは「キャプテン歴が違う」。
竹内 康臣（たけうち やすおみ）
通称ヤス。浜西FCのメンバーでポジションはGK。背番号1。ソウシとナナセとは同じ小学校に通っており、ソウシとはクラスメイト。浜西FCの中では特にソウシと仲が良く、家族ぐるみの付き合いである。お調子者だがチーム1の長身で身体能力も高い。
高校生編では北浜高校2年生でサッカー部所属。GKでスタメンを務める。スケベな性格は相変わらずで、ナナセの胸の成長にこれでもかというくらい反応していた。
鈴木 曜太（すずき ようた）
通称ヨウタ。浜西FCのメンバー。背番号2。チームの中では大人しい。ドリブルが大雑把。
高校生編では北浜高校2年生。サッカーは辞めている様子。
野中 和士（のなか かずし）
通称カズ。浜西FCのメンバー。背番号3。チームではムードメーカー的存在。
高校生編では高校2年生。サッカーは続けている。
金子 張良（かねこ はるよし）
通称ハルヨシ。浜西FCのメンバー。背番号4。性格は優しく穏和。ソウシとヤスのボケにツッコむ事が多い。
高校生編では北浜高校2年生。サッカー部でDFを務める。
中安 勇樹（なかやす ゆうき）
通称ユウキ。浜西FCのメンバー。背番号5。色々な雑学を知っている。
高校生編では高校2年生。カズの発言によるとサッカーは辞めているらしい
水戸部 大輔（みとべ だいすけ）
通称ミト。浜西FCのメンバー。背番号6。色黒でチームではソウシに次ぐ俊足。
高校生編では高校2年生。サッカーは辞めており陸上部に所属している様子。
袴田 俊平（はかまだ しゅんぺい）
通称シュン。浜西FCのメンバー。背番号8。チームの得点王。無邪気かつ賑やかな性格で、ナナセとは気が合うような描写が多い。
高校生編では高校2年生。ヤマトと同じ高校でサッカー部に所属しており、意外と成績も良いらしい。
巨勢 達也（こぜ たつや）
浜西FCの監督兼コーチ。27歳。お調子者だがチームの子ども達の事をよく見ており、面倒見がとても良い。
作者の前作「こがねいろ」「背すじをピン!と〜鹿高競技ダンス部へようこそ〜」にも登場する。

### 西美園FC
鴨志田 聖士郎（かもしだ せいしろう）
ソウシ達と同じ小学校に通う西美園FCのメンバー。6年生。口が悪い為、学校の女子からはとても嫌われているがサッカーの技術は高い。本気でサッカーに取り組んでいるが故に、親の教育方針でサッカーを始めたソウシや、浜西FCを「エンジョイ勢」「ザコ」と言い見下している。
高校生編では北浜高校2年生でサッカー部所属。ソウシ達のチームメイトとなっており、部活に対し非常に真面目に取り組んでいる。
渥美 大地（あつみ だいち）
ソウシ達と同じ小学校に通う西美園FCのメンバー。6年生。日本とオランダのハーフであり、小学生離れした長身が武器。無口で日本語がまだ苦手な為誤解されがちだが非常に優しい性格。転校して間もない頃、同級生と上手くコミュニケーションが取れずにいた頃、唯一話しかけてきた鴨志田から西美園FCに誘われてサッカーを始める。その為鴨志田に対しては恩義を感じている。
高校生編では北浜高校2年生。サッカーは辞めており、バスケットボール部の主将として活躍している。

### 追塚SC
八巻 律（やまき りつ）
追塚SCのメンバー。小学6年生。地区では昔から実力者という事で有名。トレセンにてナナセと同じチームになり、ナナセの事を気に入る。非常に大人びた性格で恥ずかし気もなくナナセの事を「いい女」と発言していた。
高校生編ではロクと同じプロのユースチームに所属しており、U-17日本代表に選出されている。
中瀬 大伍（なかぜ だいご）
通称ダイゴ。追塚SCのメンバーにしてエースストライカー。小学6年生。小学校5年生で引っ越すまで浜西FCに所属しており、トレセンにてソウシ、ロクと再会する。人懐っこく明るい性格で、いつも笑顔を絶やさない。浜西FC時代はシュンと特に仲が良かった。
高校生編では北浜高校2年生でサッカー部所属。再びソウシのチームメイトとなっている。明るい性格は相変わらずで、チームのムードメーカーである。

## 用語
浜西FC
静岡県浜松市に拠点を置く、ソウシたちが所属するサッカー少年団。監督兼コーチは巨勢達也。団員は小学一年生～六年生で40名ほど。チームとしてのレベルはソウシ曰く「数多あるサッカークラブの中でも中の下くらい」。それぞれ違う小学校からメンバーが集まっており、ソウシ、ヤス、ナナセは同じ小学校に通っている。
天龍SSS
浜西FCと同じ地区にあるサッカー少年団。強豪のひとつであるが、巨勢達也の中では「宿敵」ということになっている。
西美園FC
浜西FCと同じ地区にあるサッカー少年団。昨年の市内ベスト8の強豪である。
追塚SC
浜西FCと同じ地区にあるサッカー少年団。地区大会では毎回優勝の地区王者である。

## 反響
横田の前作『背すじをピン!と〜鹿高競技ダンス部へようこそ〜』での実績から「ジャンプのサッカー漫画は当たらない」というジンクスを破ることを期待されたが、全4巻で終了した。
元編集者で作家の堀田純司は2017年8月の朝日新聞で、かつての女性キャラクターは主人公を応援する立場だったが今は一緒に切磋琢磨する存在に変化とたことを上手く描いているとして週刊少年ジャンプでは『シューダン!』を一例として挙げ、『NARUTO -ナルト-』にもそういった変化がみられ、少年誌の中でジャンプが率先して始めたとした。

## 書誌情報
- 横田卓馬 『シューダン！』 集英社〈ジャンプ・コミックス〉、全4巻
  1. 「ぼくらのフットボールアワー」2017年11月2日発売[4]、ISBN 978-4-08-881268-7
  2. 「真剣十二歳」 2018年1月4日発売[5]、ISBN 978-4-08-881317-2
  3. 「さらば青葉の日々」2018年2月2日発売[6]、ISBN 978-4-08-881356-1
  4. 「蹴球男女」2018年3月2日発売[7]、ISBN 978-4-08-881407-0